# 大炊御門家孝
大炊御門 家孝（おおいのみかど いえたか）は、江戸時代中期の公卿。内大臣・大炊御門経秀の子。官位は従一位・右大臣。大炊御門家24代当主。桃園天皇（116代）・後桜町天皇（117代）・後桃園天皇（118代）・光格天皇（119代）の四朝に亘って仕えた。

## 経歴
寛延元年（1748年）に叙爵してから、清華家当主として速いスピードで昇進し、左近衛権少将・右近衛権中将をへて、宝暦6年（1756年）に従三位に達し公卿に列する。その後も権中納言・権大納言・踏歌節会外弁を歴任し、天明元年（1781年）より右近衛大将・右馬寮御監となるも、天明2年（1782年）からは右近衛大将を辞職して、皇太后近衛維子の皇太后宮権大夫に転じた。しかし翌年には維子皇太后が崩御したため、職を辞している。天明7年（1787年）に内大臣となり、天明8年（1788年）には踏歌節会内弁を務めた。寛政元年（1789年）に内大臣を辞職し、従一位を授与された。寛政4年（1793年）には再度内大臣に任じられたが、すぐに辞職している。寛政8年（1796年）には右大臣となったが、同年のうちに辞職した。

## 系譜
- 父：大炊御門経秀
- 母：醍醐冬熙の娘
- 妻：三条季晴の娘
  - 男子：大炊御門経久
- 継室：宗義蕃の娘
- 生母不明の子女
  - 男子：内藤政憲 - 谷衛滋次いで内藤政養の養子
  - 女子：彰順院 - 宗義功正室
  - 女子：久我信通養女 - 酒井忠貫継室
  - 女子：庭田重能正室